# Далеминцы

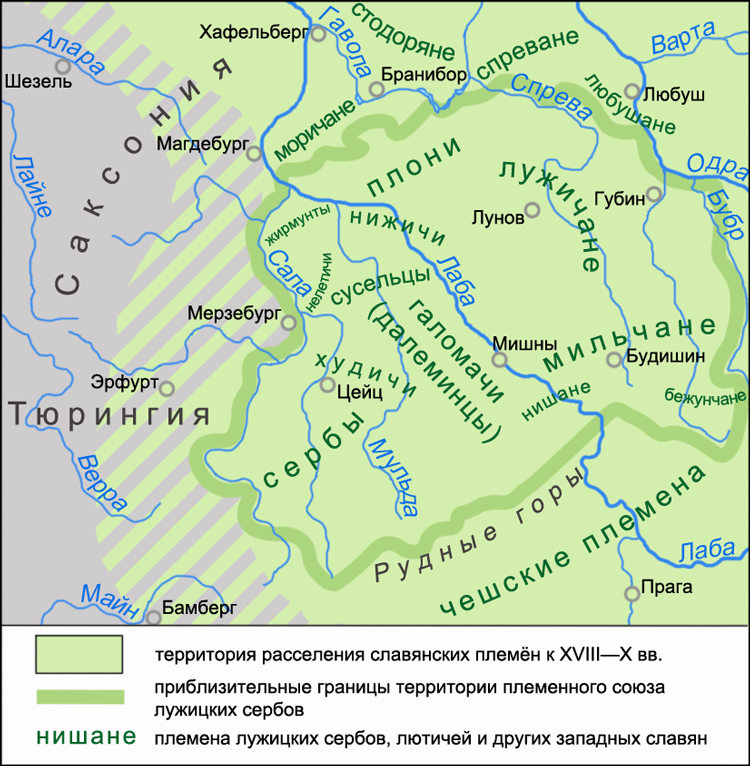
Племя далеминцев на карте размещения лужицкосербских племён в VIII—X вв.

Далеминцы (долеминцы, галомачи, гломачи; нем. Daleminzier, пол. Głomacze (Dalemińcy)) — средневековое западнославянское племя, входившее в племенной союз лужицких сербов наряду с мильчанами, сорбами, лужичанами, нишанами, сусельцами и другими племенами. Далеминцы являются одними из предков лужичан, славянского народа на востоке Германии.

## Расселение
Во второй половине I тысячелетия племя далеминцев занимало земли в междуречье Эльбы и Мульды к северу от Рудных гор на территории современной Германии (федеральная земля Саксония). К северу от далеминцев находились земли сусельцев и нижичей, к востоку за Эльбой — земли мильчан и нишан, к западу за рекой Мульда — земли сорбов, худичей и других племён, к югу от далеминцев жили чехи.

## Происхождение
Далеминцы, предположительно, относятся к славянским переселенцам VII века, появившимся в междуречье Эльбы и Заале, уже занятом славянскими племенами, относившимися к пражско-корчакской культуре.

## Союзы
Вместе с остальными племенами междуречья Эльбы и Заале далеминцы объединились в союз сорбов.

## Этноним

### Далеминцы
В «Баварском Географе» IX века племя далеминцев фиксируется как Talaminzi.
Трубачев считал, что этноним далеминцы имеет иллировенетское происхождение: от иллир. Dalmatae — «овечьи (пастухи)».

### Гломачи
В X веке племя упоминается в исторических источниках под названием гломачи (галомачи). Чешский учёный Л. Нидерле назвал причины такой перемены этнонимов загадочными.
По предположению российского археолога В. В. Седова первый этноним принадлежит племени пражско-корчакского происхождения, а второе название связано с переселившимися позднее славянами рюсенской культуры.

## История
В X веке племя далеминцев (гломачей) было окончательно разгромлено немцами, вслед за ними были покорены и все остальные племена союза сорбов.